# Động đất Enggano 2000
Động đất Enggano 2000 (tiếng Indonesia: Gempa bumi Bengkulu 2000) là trận động đất xảy ra vào lúc 23:28 (theo giờ địa phương), ngày 4 tháng 6 năm 2000.

 Trận động đất có cường độ 7.9 độ richter, tâm chấn độ sâu khoảng 35 km. Hậu quả trận động đất đã làm 1.032 người chết, 2.585 người bị thương.